# Jaden Bediako
Jaden Bediako (Brampton (Ontario), 24 de septiembre de 2000), es un jugador de baloncesto canadiense con nacionalidad ghanesa que pertenece a la plantilla del Grupo Alega Cantabria de la LEB Oro. Con 2,08 metros de estatura, juega en la posición de pívot.

## Trayectoria deportiva
Formado en el Ridley College de St. Catharines en la provincia canadiense de Ontario hasta 2019 cuando ingresó en la Universidad de Santa Clara, situada en Santa Clara (California), para jugar durante cuatro temporadas la NCAA con los Santa Clara Broncos, desde 2019 a 2023.
En 2024, ingresa en la Universidad Seton Hall de Nueva Jersey, donde jugaría durante su última temporada universitaria en la NCAA con los Seton Hall Pirates.
Tras no ser drafteado en 2024, el 12 de julio de 2024, firma por los Saskatchewan Rattlers de la CEBL, la primera competición canadiense.
En la temporada 2024-25, firma por el KK Mornar Bar con el que disputa la Erste Liga y la Balkan League.
El 26 de marzo de 2025, el Grupo Alega Cantabria de la Primera FEB, anuncia su fichaje hasta el final de la temporada.